# 싸이코 고어맨
싸이코 고어맨(Psycho Goreman)은 캐나다에서 제작된 스티븐 코스탄스키 감독의 2020년 코미디, SF 영화이다. 매튜 니나버 등이 주연으로 출연하였다.

## 출연

### 주연
- 매튜 니나버
- 애덤 브룩스
- 니타 조제 한나
- 오웬 마이어